# Pseudopauesia prunicola
Pseudopauesia prunicola är en stekelart som beskrevs av Halme 1986. Pseudopauesia prunicola ingår i släktet Pseudopauesia och familjen bracksteklar. Inga underarter finns listade i Catalogue of Life.